# Omar Holness
Omar Holness (Kingston, 13 marzo 1994) è un calciatore giamaicano, difensore dell'Hednesford Town.

## Carriera

### Club
Ha giocato tra la prima e la quarta divisione nordamericana (statunitense) e nella sesta divisione inglese.

### Nazionale
Nel 2014 ha esordito in nazionale.

## Statistiche

### Cronologia presenze e reti in nazionale
| Cronologia completa delle presenze e delle reti in nazionale ― Giamaica | Cronologia completa delle presenze e delle reti in nazionale ― Giamaica | Cronologia completa delle presenze e delle reti in nazionale ― Giamaica | Cronologia completa delle presenze e delle reti in nazionale ― Giamaica | Cronologia completa delle presenze e delle reti in nazionale ― Giamaica | Cronologia completa delle presenze e delle reti in nazionale ― Giamaica | Cronologia completa delle presenze e delle reti in nazionale ― Giamaica | Cronologia completa delle presenze e delle reti in nazionale ― Giamaica |
| Data                                                                    | Città                                                                   | In casa                                                                 | Risultato                                                               | Ospiti                                                                  | Competizione                                                            | Reti                                                                    | Note                                                                    |
| ----------------------------------------------------------------------- | ----------------------------------------------------------------------- | ----------------------------------------------------------------------- | ----------------------------------------------------------------------- | ----------------------------------------------------------------------- | ----------------------------------------------------------------------- | ----------------------------------------------------------------------- | ----------------------------------------------------------------------- |
| 9-9-2014                                                                | Toronto                                                                 | Canada                                                                  | 3 – 1                                                                   | Giamaica                                                                | Amichevole                                                              | -                                                                       | 79’                                                                     |
| 6-9-2016                                                                | Kingston                                                                | Giamaica                                                                | 0 – 2                                                                   | Haiti                                                                   | Qual. Mondiali 2018                                                     | -                                                                       | 75’                                                                     |
| 11-10-2016                                                              | Leonora                                                                 | Guyana                                                                  | 2 – 4 dts                                                               | Giamaica                                                                | Qual. Coppa dei Caraibi 2017                                            | -                                                                       | 82’                                                                     |
| 3-2-2017                                                                | Chattanooga                                                             | Stati Uniti                                                             | 1 – 0                                                                   | Giamaica                                                                | Amichevole                                                              | -                                                                       | 56’                                                                     |
| 25-3-2021                                                               | Wiener Neustadt                                                         | Stati Uniti                                                             | 4 – 1                                                                   | Giamaica                                                                | Amichevole                                                              | -                                                                       | 55’                                                                     |
| Totale                                                                  |                                                                         | Presenze                                                                | 5                                                                       |                                                                         | Reti                                                                    | 0                                                                       |                                                                         |